# Hugo Varela
Hugo Ernesto Varela (San Francisco; 16 de septiembre de 1946) es un actor, humorista, músico y cantautor argentino.

## Biografía
Nació en la ciudad de  San Francisco, en la provincia de Córdoba. Supo de niño cultivar su pasión por la guitarra y la poesía (herencia paterna), el dibujo y artesanía (herencia materna); ingredientes que lo van a acompañar durante todo su desarrollo.
Participó cantando y actuando en fiestas escolares tratando de que sean menos aburridas. Hizo obras de títeres, estuvo en coros e integró conjuntos folklóricos (Los Horizontes). A los 16 años, integra un grupo de rock: Los Teen Dover´s, con el que grabó sus primeros discos como autor, intérprete y único comprador de los mismos. Se recibe de Maestro Normal Nacional.
En 1966, comienza la carrera universitaria de Arquitectura en la Ciudad de Córdoba, estudios que continúa en Buenos Aires, donde se establece definitivamente.
En su espectáculo, demuestra su talento con el gran dominio del público y de su voz, imitando cuanto personaje describe en sus canciones, acompañándose armoniosamente con su guitarra o con algunos instrumentos musicales inventados por él mismo.
Sus composiciones muchas veces se basan en estilos del folklore, tango, y la música popular argentina.
Es versátil a la hora de asumir o dejar personajes en sus imitaciones pasando fácilmente de uno a otro.

## Canciones
- Bosta (Parodia a Bomba de Azul Azul)
- Vals ecológico
- Corbata rojo punzó
- Recuerdos de Misisipi
- Higiene de arrabal
- El viejo y la vieja
- Salgo por las calles
- Canto a mis boleadoras
- Cómo ha cambiado mi barrio
- ¿Dónde andará mi perro?
- El aljibe
- La guitarra GRANDOTA
- María Ignacia
- Un sabor amargo
- Martita
- Cuando te beso
- Pa’ tu cumpleaños pensé
- Mis hormonas
- Carnavalito (con enema)
- Zorba (con sartén)
- La vitrola
- Historia de Internet
- Después del accidente
- Era un señor de monóculo
- La chacarera del bobonion
- Mi vieja amiga Ester

## Instrumentos
- Saxo telescópico
- Infladores
- Estuche (de guitarra)
- Bolsa acordeón

## Espectáculos
- Locos de contento
- 1985: El humor de Hugo Varela
- 1988: Tango..., y algo más
- 1990: De pe a pa
- 1991: De cabo a rabo
- 1996: De canto y de frente
- 1997: Hugo de naranja
- 1998: Hugo Varela es Inodoro Pereyra
- 1999: Hugo Varela en desConcierto
- 2002: Hugo Varela contra las cuerdas
- 2004: Perdón por mi’arte
- 2006: 25 años poco serios
- 2007: Hugo Varela: me suena
- 2008: Hugo Varela sigue sonando
- 2015-2016: La Guitarra Indomable

## Filmografía
- Los extraterrestres (1983)
- Las lobas (1986)
- Fontova Presidente (1988)[2]
- Hugo Varela: el show imposible (dirigido por Marcelo Morales y Marcelo Felizzola, e interpretado por Hugo Varela y Marijo Álvares)[3]
- Romper el huevo (2013)

## Premios
En 1989 y 2005 se presentó exitosamente en el Festival Internacional de la Canción de Viña del Mar (Chile), donde obtuvo los premios Antorcha de Plata y Antorcha de Oro.